# Willem Huijer
Willem Huijer (1940) was een Amsterdams antiquaar en uitgever tussen 1979 en 1998.

## Loopbaan
Willem Huijer was een Amsterdams antiquaar die tussen 1979 en 1998 een zeer belangrijke rol speelde in antiquarisch Nederland en daarnaast als uitgever van zeven publicaties optrad. Hij bood veel werk van met name Nederlandse letterkundigen aan, maar vooral ook veel bibliofiel drukwerk van de belangrijkste drukkers als Ger Kleis (Sub Signo Libelli) en Ben Hosman (Regulierenpers). Bij die twee laatsten liet hij ook zijn eigen uitgaven drukken. Hij heeft circa 150 catalogi, de meeste opeenvolgend genummerd, gepubliceerd, waarvan enkele bijzondere zoals catalogus nummer 30 (mei 1984), verschenen ter gelegenheid van de 40e verjaardag van Gerrit Komrij en aan hem gewijd; of nummer 33 (september 1984), geheel gewijd aan de belangrijke uitgever Alexandre A.M. Stols.

## Uitgever
- Gerrit Komrij, Weg is weg. 1982 (gedrukt door Ser J.L. Prop in 40 exemplaren)
- Boudewijn Büch, De antiquaar. 1982 (gedrukt door Sub Signo Libelli in 175 exemplaren)
- Gerrit Komrij, De vampier en de grafdelver. 1984 (gedrukt door Sub Signo Libelli in 100 exemplaren)
- Willem van Toorn, Theole. 1984 (gedrukt door Sub Signo Libelli in 100 exemplaren)
- Leberecht, Van Woustraat, 1985 (gedrukt door Sub Signo Libelli in 115 exemplaren)
- Gerrit Komrij, De ware haai. 1987 (gedrukt door de Regulierenpers in 75 exemplaren)
- Gerrit Komrij, Moderne museumdirecteuren. 1994 (gedrukt door Pim Witteveen in 60 exemplaren)